# 934 a.C.

## Eventos
- Assurdã II sucede seu pai como rei da Assíria. Reinou até à sua morte em 912 a.C.
- Zhou yi wang torna-se rei da Dinastia Chou da China.